# Fontes moralitatis
Mit diesem Begriff bezeichnete die Scholastik die Kriterien („Quellen“) für die sittliche Beurteilung einer Handlung. Als solche Kriterien wurden traditionell „Gegenstand“ (auch „Handlungsziel“, finis operis), „Absicht“ (auch „Ziel des Handelnden“, finis operantis) und die „Umstände“ (circumstantiae) der Handlung aufgeführt, über die hinaus es keine weiteren Kriterien gebe.
Von „Gegenstand“ und „Absicht“ hängt in traditioneller Sicht die qualitative Bestimmung der Handlung ab, also ob sie gut oder schlecht ist. Von den „Umständen“ dagegen hängt nur quantitativ ab, in welchem Maß sie das eine oder das andere ist.

## Gegenstand
Man hat für jede Handlung notwendig einen Grund: Man strebt einen Wert oder Werteverbund an oder sucht einen Schaden oder Verbund von Schäden zu vermeiden. Wenn die Handlung dem in ihr angestrebten Wert oder Werteverbund auch in universaler Betrachtung (= ohne Einschränkung auf bestimmte Nutznießer) und auf die Dauer und im Ganzen entspricht, macht dieser Wert oder Werteverbund den gewollten „Gegenstand“ der Handlung aus und die Handlung wird ethisch nach diesem „Gegenstand“ benannt. Wenn dagegen die Handlung ihrem eigenen Grund letztlich nicht entspricht, sondern ihn in universaler Betrachtung auf die Dauer und im Ganzen untergräbt und so gegenüber ihrem Grund die Struktur von Raubbau hat, sind die somit ohne „entsprechenden Grund“ zugelassenen oder verursachten Schäden in ethischer Betrachtung der gewollte „Gegenstand“ der Handlung, und die Handlung wird nach ihnen benannt. Wenn ein Schaden ohne „entsprechenden Grund“ zugelassen oder verursacht wird, dann ist die Handlung „in sich schlecht“. Zum Beispiel ist der „Gegenstand“ einer Handlung, bei der ein Körperglied eines Patienten deshalb amputiert wird, weil es die einzige Möglichkeit ist, sein Leben zu retten, die „Lebensrettung“. Wenn man dagegen ein Körperglied aus anderen Gründen als der Lebensrettung und damit aus nicht „entsprechenden Gründen“ amputiert, wird die Handlung als „Verstümmelung“ bezeichnet, und dies macht dann den gewollten „Gegenstand“ der Handlung aus und ist „in sich schlecht“.

## Absicht
Die Einheit einer Handlung kommt dadurch zustande, dass ihr Grund zu ihrer Setzung ausreicht. Unsere Handlungen stehen aber gewöhnlich nicht für sich allein, sondern in den einen Handlungen bereiten wir bereits weitere Handlungen vor. Natürlich ist die zusätzliche Hinordnung einer Handlung auf eine weitere bereits für die erste Handlung ethisch von Bedeutung. Wenn man eine Auslandsreise zur Erholung unternimmt, aber sie zusätzlich auch nutzen will, um heimlich Kunstgegenstände mitgehen zu lassen, dann beeinflusst dies bereits die sittliche Bewertung auch der Erholungsreise. Denn dann ist der „Gegenstand“ der zweiten Handlung (Diebstahl) bereits in der ersten als „Absicht“ gegenwärtig. Obwohl die erste Handlung, die Erholungsreise, nicht „in sich schlecht“ ist, wird sie doch dadurch „schlecht“, dass sie auf eine andere, „in sich schlechte“ Handlung hingeordnet wird. Bei einer Handlung dagegen, die in sich selbst nicht auf eine weitere Handlung hingeordnet ist, kann man nur von dem gewollten „Gegenstand“ sprechen, es hat jedoch keinen Sinn, zusätzlich von einer „Absicht“ zu sprechen. Mit „Absicht“ ist immer der „Gegenstand“ einer weiteren Handlung gemeint, auf die man eine erste Handlung, die bereits ihren eigenen gewollten „Gegenstand“ hat, hinordnet.

## Umstände
Die „Umstände“ dienen nur zur quantitativen Bestimmung. Zum Beispiel ist der Diebstahl von 100 oder 10.000 Euro jeweils ein Diebstahl, aber die Schwere des Diebstahls hängt von der gestohlenen Summe ab. Andere „Umstände“, die für die quantitative Bestimmung der Gutheit oder Schlechtigkeit einer Handlung wichtig sind, sind zum Beispiel, mit welcher Intensität eine Handlung geschieht, ob sie bereits geplant war oder nur versehentlich ausgeführt wurde u. ä.; auch die Zurechnungsfähigkeit des Handelnden gehört zu den Umständen.
Häufig geben die traditionellen Lehrbücher als Umstände an: Quis, quid, ubi, quibus auxiliis, cur, quomodo, quando (Wer, was, wo, mit Hilfe wovon, warum, auf welche Weise, wann). Dies scheint jedoch ein Fehler zu sein, den ein Autor vom anderen abschreibt. Bei „Umständen“ dieser Art handelt es sich um ein Gliederungsprinzip in der antiken Rhetorik (Quintilian). Aber für einen Mord ist es unerheblich, ob er mit einem Messer oder einem Revolver durchgeführt wird und auch, ob er in Frankfurt oder in Berlin erfolgt. Auch die Frage „wer“ ist für die ethische Beurteilung einer Handlung nicht von Bedeutung. Umstände wie die Höhe eines gestohlenen Betrages oder das Ausmaß einer Körperverletzung dagegen – die in diesen Aufzählungen nicht genannt sind – sind wichtig, will man den Schweregrad einer ethisch schlechten Handlung bestimmen.
Ähnlich falsch ist es, die vorausgesehenen Folgen einer Handlung nur zu den „Umständen“ rechnen zu wollen. Schädliche Folgen, für deren Zulassung oder Verursachung man keinen „entsprechenden Grund“ hat, bestimmen den „Gegenstand“ der Handlung.
In ihrer ethischen Bedeutung sind „Gegenstand“, „Absicht“ und „Umstände“ tatsächlich die notwendigen und ausreichenden Kriterien für die sittliche Beurteilung einer Handlung.

## Zu: Der gute Zweck heiligt nicht das schlechte Mittel
Der traditionelle Satz, dass der gute Zweck nicht das schlechte Mittel heiligt, besagt nach diesen Kriterien, dass eine Handlung, die sich durch ihren Gegenstand als „in sich schlecht“ erweist, nicht dadurch besser wird, dass man sie als Mittel gebraucht, um eine weitere, gute Handlung zu ermöglichen. Zum Beispiel kann Foltern niemals dadurch gerechtfertigt werden, dass man ein noch so dringendes Interesse an einer Information hat. Denn man kann zwar mit Foltern jede beliebige Aussage erpressen, aber man hat niemals auch nur die geringste Gewähr, dass eine durch Folter erpresste Aussage auch wahr ist. Ein in sich noch so berechtigtes Informationsinteresse ist deshalb kein „entsprechender Grund“ für Foltern, vielmehr ist Folter immer „unverhältnismäßig“ und damit „in sich schlecht“.